# Pietro Mascagni
Pietro Antonio Stefano Mascagni (Livorno, 7 dicembre 1863 – Roma, 2 agosto 1945) è stato un compositore e direttore d'orchestra italiano.

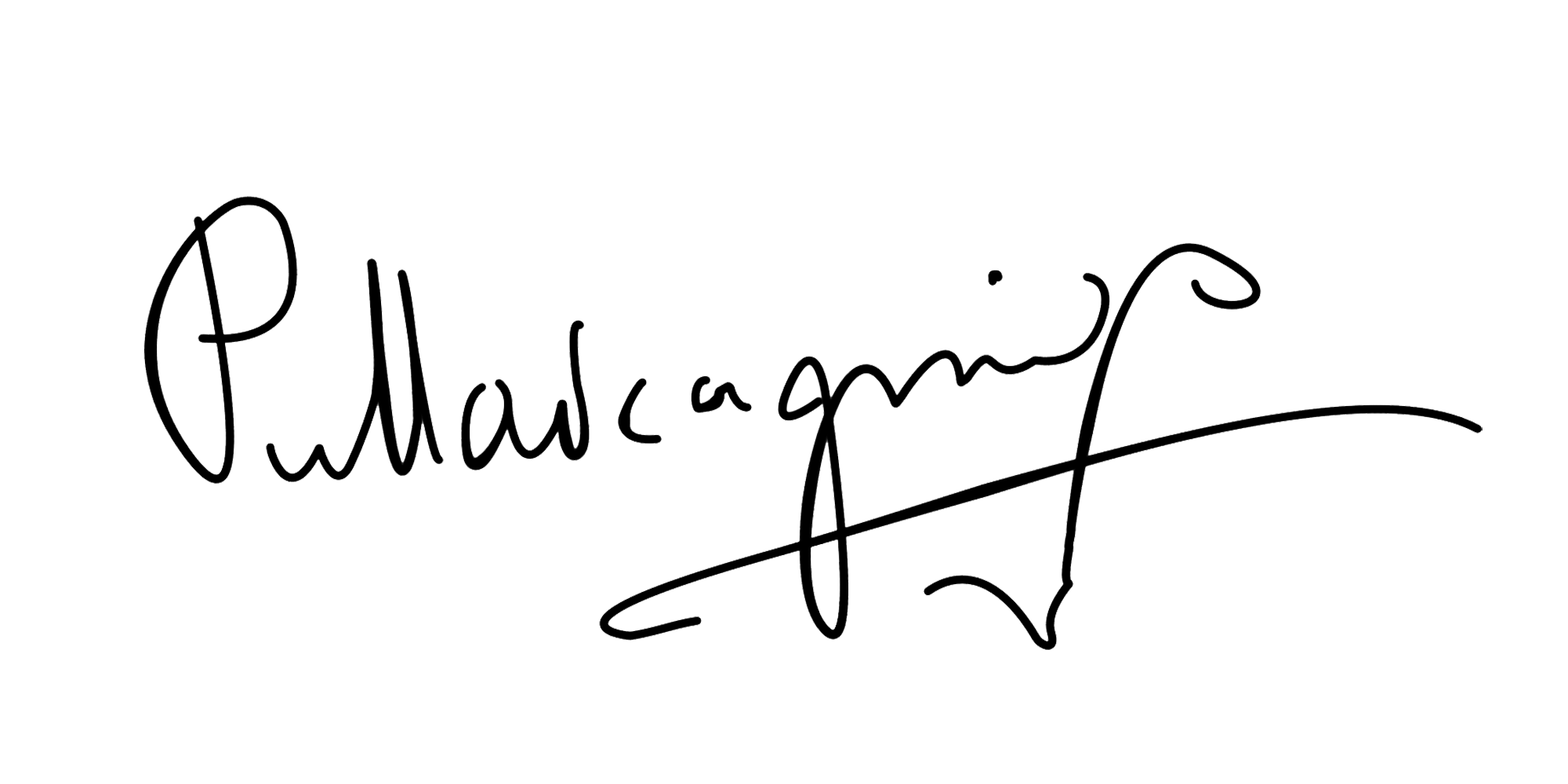
Firma di Mascagni

Mascagni visse tra il 1863 e il 1945 occupando un posto di rilievo nel panorama musicale dell'epoca, soprattutto grazie al successo immediato e popolare ottenuto nel 1890 con la sua prima opera, Cavalleria rusticana, tratta dell'omonima novella di Giovanni Verga. Oltre a quest’ultima, Mascagni compose altre 14 opere che gli valsero una popolarità mondiale. Tuttavia solo alcune di esse sono entrate stabilmente in repertorio, come ad esempio l'Iris, che toccò la ragguardevole cifra di 800 produzioni.
Mascagni scrisse inoltre un'operetta, Sì, oltre che altre composizioni di musica vocale, strumentale, nonché canzoni, romanze e brani per pianoforte. Compose anche musica sacra (ad esempio la Messa di Gloria), e fu il primo compositore italiano a scrivere per il cinema muto (Rapsodia satanica, da Nino Oxilia). In ultimo luogo, non va dimenticato l'interessante esperimento di The Eternal City, sorta di suite sinfonica, basata sulle musiche di scena del dramma omonimo, sulla scia degli analoghi lavori di Luigi Mancinelli (Cleopatra, Messalina).

## Biografia

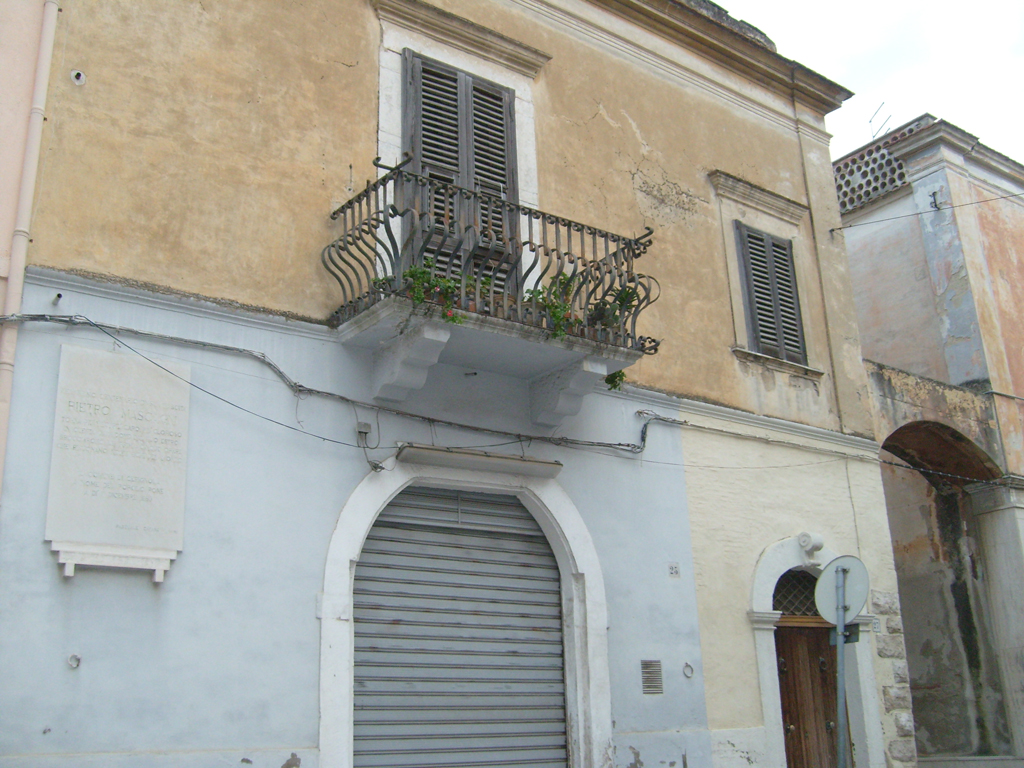
Facciata della casa che ospitò Mascagni durante il suo soggiorno a Cerignola

### La nascita e le prime opere

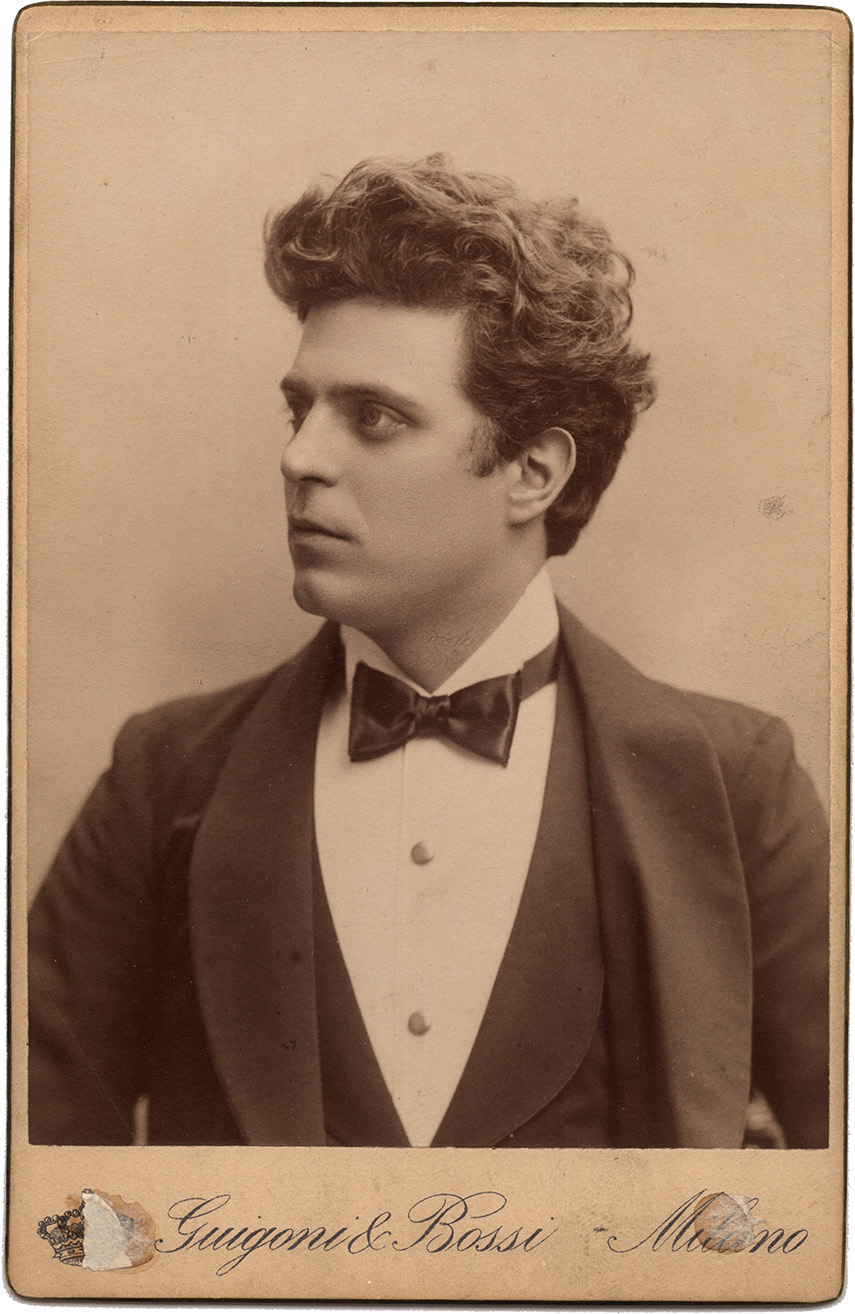
Un giovane Pietro Mascagni

Pietro Mascagni nacque il 7 dicembre 1863 a Livorno, in piazza delle Erbe.
Ebbe quattro fratelli: Francesco, Carlo, Elvira e Paolo
Proveniva da una famiglia rinomata nella città, ma di condizioni economiche non agiate, nonostante il padre fosse uno dei più facoltosi e conosciuti panettieri del centro di Livorno. Dopo aver ultimato gli studi ginnasiali, ai quali affiancò anche lo studio del pianoforte e dell'organo, dal 1876 si dedicò agli studi musicali – contro la volontà del padre – seguendo gli insegnamenti di Alfredo Soffredini, fondatore dell'Istituto Musicale Livornese (in seguito dedicato a Mascagni), dove studiò anche violino, contrabbasso e alcuni strumenti a fiato; con Soffredini, in particolare, studiò armonia e contrappunto.
La sua prima composizione musicale, la romanza Duolo eterno!, risale al 1878, seguita da altre come Elegia per soprano, violino e pianoforte (1879), Ave Maria per soprano e pianoforte (1880), Pater Noster per soprano e quintetto d'archi (1880), Sinfonia in fa maggiore (1881). Sempre nel 1881 compose la cantata In filanda, a quattro voci soliste, e nel 1882 la cantata Alla gioia, su testo di Friedrich Schiller. Trasferitosi a Milano per studiare al Conservatorio con Amilcare Ponchielli e Michele Saladino, Mascagni condivise una stanza in affitto con Giacomo Puccini, più anziano di lui di cinque anni. In Conservatorio, però, Mascagni si trovò presto in difficoltà: i metodi e i contenuti della disciplina musicale impartita dai docenti si scontravano col suo temperamento e con la sua musica più moderna, anche se aveva Amilcare Ponchielli dalla sua parte. Nel 1885 Mascagni abbandonò il Conservatorio di Milano senza terminare gli studi, unendosi a compagnie d'operetta come direttore d'orchestra. Nel dicembre 1886, in tournée con la compagnia Maresca, fece tappa a Cerignola, dove il sindaco allora in carica, il commendatore Cannone, invitò lui e la futura moglie Argenide Marcellina Carbognani, che avrebbe sposato il 7 febbraio 1889, a fermarsi offrendogli di dirigere la neonata orchestra filarmonica locale. Mascagni resterà, salvo momentanee assenze per concerti e impegni artistici, nella casa di via Assunta sino al 1895, componendo ben cinque opere - Cavalleria rusticana, L'amico Fritz, I Rantzau, Guglielmo Ratcliff e Silvano - impartendo anche lezioni di musica e canto.

### Cavalleria rusticanaeIris
Nel luglio del 1888 si iscrisse a un concorso, indetto dalla casa editrice Sonzogno, per la composizione di un'opera formata da un singolo atto. Mascagni chiese al suo amico Giovanni Targioni-Tozzetti, poeta e professore di letteratura all'Accademia Navale di Livorno, di scrivere un libretto. Targioni-Tozzetti scelse Cavalleria rusticana (un dramma scenico che Giovanni Verga aveva tratto dalla sua omonima novella), avvalendosi della collaborazione di Guido Menasci. L'opera, che fu completata l'ultimo giorno valido per l'iscrizione al concorso, si piazzò tra le prime tre su 73 partecipanti, insieme al Rudello di Vincenzo Ferroni e a Labilia di Nicola Spinelli; il 17 maggio 1890 Cavalleria rusticana esordì al Teatro Costanzi di Roma, ottenendo un successo clamoroso di pubblico e vincendo il concorso. L'opera venne successivamente rappresentata in vari teatri, riscuotendo un ottimo successo. Nel 1891 avvenne l'esordio di un'altra opera, rappresentata al Costanzi di Roma, ovvero L'amico Fritz. Nel frattempo, però, Giovanni Verga non rimase soddisfatto dall'offerta di Sonzogno per i diritti di adattamento della sua novella e aprì una causa per plagio, sostenendo, fra l'altro, di non avere mai concesso ufficialmente il permesso all'adattamento, ma solo un generico assenso a un'informale richiesta del musicista. La causa fu vinta da Verga: lo scrittore siciliano ottenne come risarcimento il 25% degli utili derivanti dalla rappresentazione dell'opera.
Negli anni successivi, Mascagni iniziò a collaborare con Luigi Illica, già librettista di Catalani, Giordano e Puccini, per la stesura dell'Iris, commissionata dall'editore Ricordi. Contemporaneamente alla composizione di Iris, Illica e Mascagni lavorarono insieme a un altro progetto, Le maschere, stavolta per Casa Sonzogno. Nel frattempo continuò col suo lavoro di direttore d'orchestra, dirigendo, tra l'altro, sei concerti alla Scala di Milano, tra cui la Patetica di Pëtr Il'ič Čajkovskij, inedita in Italia, e una propria composizione per soprano e orchestra, il poema sinfonico A Giacomo Leopardi, scritto per il centenario della nascita del poeta. Nel novembre del 1898 fu di nuovo al Teatro Costanzi di Roma per dirigere la prima di Iris.

### La fama mondiale

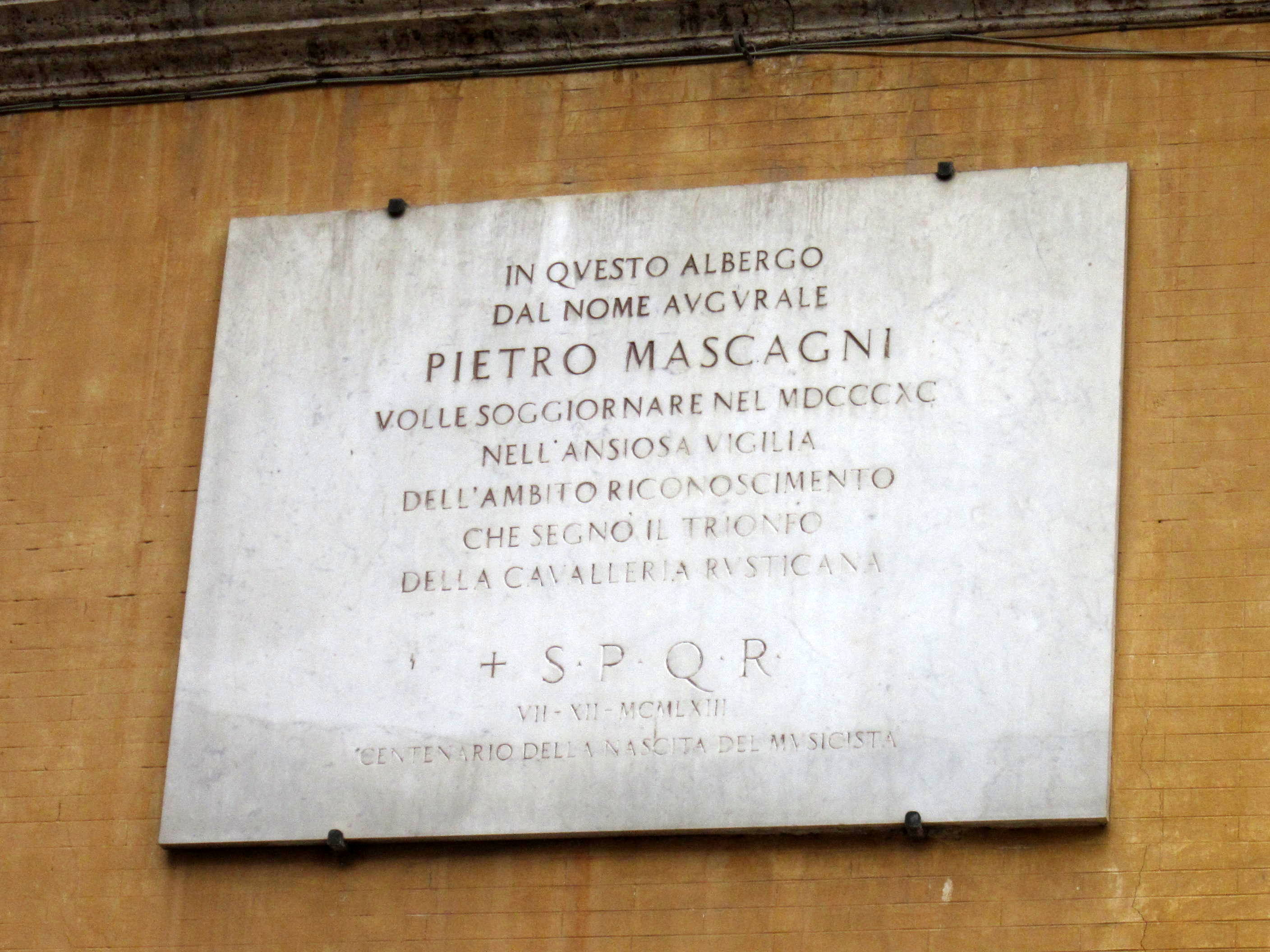
Lapide a Roma

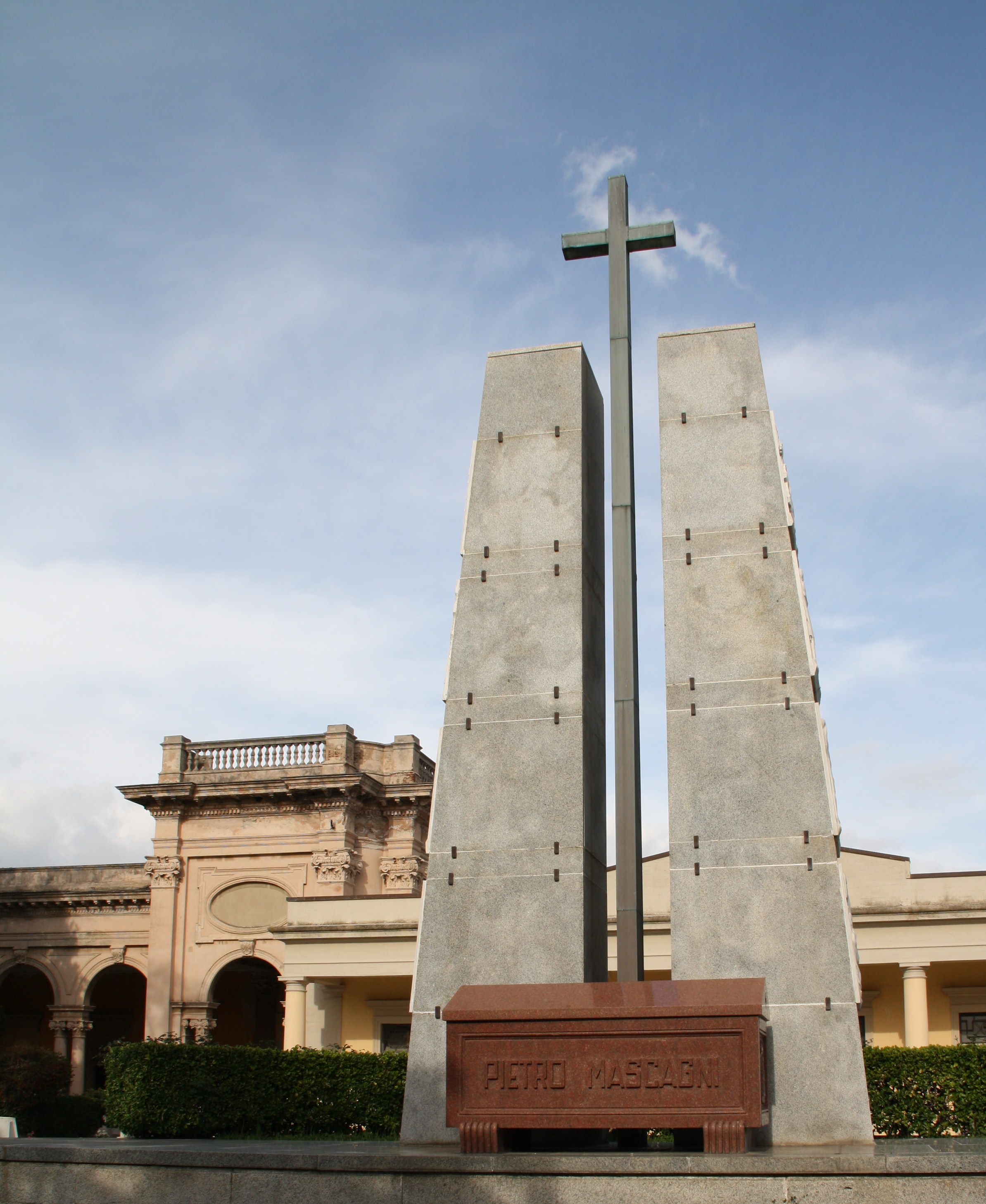
La tomba di Mascagni a Livorno

Dal 1899 al 1900 intraprese una tournée in qualità di direttore d'orchestra che lo portò a esibirsi a Pietroburgo, Vienna e negli Stati Uniti. Dopo l'esordio poco lusinghiero de Le Maschere (1901), che avevano esordito in contemporanea in ben sei città diverse (Roma, Milano, Venezia, Torino, Genova, Verona), il compositore livornese giunse a Vienna su invito di Gustav Mahler, dove, al Teatro Imperiale, diresse il Requiem di Giuseppe Verdi in tributo alla recente scomparsa del compositore emiliano. Seguirono altre tournée in Europa e negli Stati Uniti, fino a che, nel 1903, assunse la carica di direttore della Scuola Nazionale di Musica di Roma, alla quale affiancò, a partire dal 1909, anche la direzione artistica del Teatro Costanzi di Roma. Questo doppio incarico non impedì a Mascagni di continuare i suoi viaggi di lavoro per il mondo, comprese due tournée in Sud America durate diversi mesi.

Pietro Mascagni nel 1937

Nel 1927 Mascagni ricevette la delega dal governo, in qualità di rappresentante dell'Italia, in occasione delle celebrazioni per il centenario della morte di Ludwig van Beethoven che ebbero luogo a Vienna. Due anni dopo, nel 1929, alla fondazione della Reale Accademia d'Italia, Mascagni venne incluso tra gli Accademici insieme, tra gli altri, a Luigi Pirandello, Guglielmo Marconi, Gabriele D'Annunzio ed Enrico Fermi; nel 1932 si iscrisse al Partito Nazionale Fascista.
Il 16 gennaio 1935 venne rappresentata al Teatro alla Scala Nerone, su libretto di Targioni-Tozzetti. Nel 1940, in occasione del cinquantenario di Cavalleria rusticana, l'opera fu incisa su disco. L'anno successivo diresse le celebrazioni per il cinquantenario dell'Amico Fritz, col tenore Ferruccio Tagliavini. Tra il 1943 e il 1944, ormai ottantenne, Mascagni terminò la sua carriera di direttore al Teatro Adriano di Roma. Già nel 1943, subito dopo il bombardamento di Roma, in una sua lettera ad Anna Lolli scriveva: «Rendiamo grazie a Dio, il Fascismo è finito! Il sole della libertà splende su di noi!». Malgrado ciò va ricordato che «Al crollo del Regime, nel 1943, Mascagni aveva ricevuto dai "fondi segreti" di Mussolini 1 290 000 lire: per l'epoca, una somma enorme» (pari a 428 571 euro odierni). «[…] Soggiornava in un Grand Hotel romano, disseminando sospetti e attizzando zizzanie tra i colleghi…».
In un periodo non chiaro ha soggiornato presso il Castello ducale di Monte San Giovanni Campano a cui ha donato un suo meraviglioso pianoforte (chiamato "fortepiano") e ancora oggi visibile. All’interno del Castello attualmente c’è un ristorante chiamato "Corte D’Avalos" e una sala è proprio dedicata all’artista.

### Morte
Pietro Mascagni morì il 2 agosto del 1945 nel suo appartamento al Grand Hotel Plaza di Roma, divenuto sua residenza stabile a partire dal 1927; il presidente del Consiglio dell'epoca, Ferruccio Parri, gli negò i funerali di Stato. Radio Mosca fece un minuto di silenzio e la folla si accalcò per omaggiare la salma. Le sue spoglie vennero trasferite nel 1951 presso il cimitero della Misericordia di Livorno.

## Musica
Dal punto di vista stilistico, la musica di Mascagni è spesso definita esasperata, sia per la propensione verso gli acuti, sia per il largo uso ch'egli fa del declamato. In realtà, ciò riguarda una parte della sua produzione operistica (specialmente l'ultima fatica, il Nerone), ovvero quella finale, quando si era già in pieno clima espressionista. Nei primi lavori (Cavalleria, Amico Fritz, Ratcliff, Iris, Maschere e Rantzau) è invece vivo uno stile fine, ma decadente, che riaffiora similmente nella poesia e nella pittura di quel tempo. L'unica vera e propria opera verista di Mascagni, insomma, fu Cavalleria, il cui successo venne poi emulato da Ruggero Leoncavallo con i Pagliacci. Quanto a Umberto Giordano, che spesso viene definito compositore verista (e giustamente, per opere minori come Mala vita), il suo stile è assai più vicino a Giacomo Puccini che a Mascagni. In sintesi, al di là dello stile dei musicisti coetanei di Mascagni (la cosiddetta Giovane Scuola Italiana), l'opera italiana, a cavallo tra Otto e Novecento, non fu interamente verista. Vi fu - è vero - un gran successo del verismo, specie dopo Cavalleria, ma ben presto, già dal 1896, quest'ultimo cedette il posto all'opera decadente (che comprendeva il simbolismo, l'esotismo e il dannunzianesimo) e, più tardi, a quella espressionista; di tutti questi stili, Mascagni si fece grande ambasciatore, dando prova di grande coraggio (nonché di spirito eclettico), anche se spesso mal compreso.

## Mascagni e il cinema
Pietro Mascagni compose la Rapsodia satanica per l'omonimo film di Nino Oxilia del 1917, caratterizzato dall'ambizioso tentativo di fondere le arti e realizzare quella "opera d'arte totale" teorizzata dal compositore Richard Wagner. Il 21 giugno 2014, nel centenario del colossal del cinema muto Cabiria, anche Rapsodia satanica è stato proiettato all'Auditorium Rai di Torino, con la musica di Mascagni eseguita dal vivo dall'Orchestra sinfonica Nazionale della Rai; lo stesso giorno è stata inoltre ripubblicata Canti brevi, la prima raccolta di poesie di Nino Oxilia del 1909.
Una rappresentazione di Cavalleria rusticana compare nel film Il padrino - Parte III, in cui Anthony Corleone esordisce come tenore nella parte di Turiddu al Teatro Massimo di Palermo dove avviene una strage. L'intermezzo di Cavalleria rusticana, l'intermezzo di Guglielmo Ratcliff e il notturno/barcarola di Silvano sono inoltre stati utilizzati da Martin Scorsese nella colonna sonora del film Toro scatenato.
Sulla vita di Mascagni nel 1952 è stato realizzato il film Melodie immortali diretto da Giacomo Gentilomo, dove il compositore livornese viene impersonato da Pierre Cressoy.

## Mascagni "one opera man"

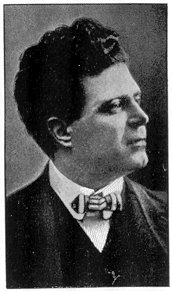
Profilo di Pietro Mascagni (What We Hear in Music, Anne S. Faulkner, Victor Talking Machine Co., 1913)

Mascagni è definito "one opera man", ovvero un compositore che ha creato soltanto un'opera lirica di successo, alla stregua, per esempio, di Ruggero Leoncavallo, con Pagliacci, di Umberto Giordano, con Andrea Chénier, o di Francesco Cilea, con Adriana Lecouvreur. Le ragioni di tale marginalizzazione sono ancora oggi argomento di dibattito. Certamente a suo favore non giocò l'adesione al fascismo, che gli alienò molte simpatie nel dopoguerra. Ma bisogna anche rimarcare - a onor del vero - che anche Luigi Pirandello, come Mascagni, ha avuto le medesime frequentazioni, ma non per questo la sua carriera letteraria ne ha risentito.
Si è imputato allora, a Mascagni, l'errore di non aver cavalcato a sufficienza il successo di Cavalleria Rusticana, presentando come opera successiva un idillio come L'amico Fritz, seguita poi dai temi romantici del Guglielmo Ratcliff. Questa continua sperimentazione, alla fine, non ha potuto che nuocergli, non incontrandosi spesso con i gusti del pubblico e della critica. Se per esempio un'opera come l'Iris (1898) ha introdotto nella musica lirica i temi cari all'Orientalismo, ben prima di Madama Butterfly (1904), il fatto di indugiare più al simbolismo che alla drammaturgia l'ha comunque penalizzata rispetto all'opera pucciniana. Lontani da Cavalleria sono sicuramente l'opera buffa Le maschere, ma anche il dannunzianesimo di Zanetto, Isabeau e Parisina. Questo eclettismo non gli ha certo giovato in termini di accessibilità delle sue opere, che evidenziano varie difficoltà quanto a esecuzione e ruoli. Il risultato, perciò, è che pochi interpreti negli ultimi anni vi si sono cimentati con successo.
La possibilità di riconquistare il pubblico ci fu, se vogliamo, ma non venne comunque sfruttata dal compositore. Dopo Guglielmo Ratcliff (1895), l'editore Ricordi cercò infatti di riconvertire Mascagni al verismo, proponendogli un libretto tratto dalla novella La lupa di Giovanni Verga. Mascagni però rifiutò, preferendo continuare il suo percorso avventuroso ed eclettico. Nasceranno, perciò, il neomedievalismo di Zanetto (1896) e l'esotismo/simbolismo di Iris (1898). La successiva scelta di puntare tutto, per il rilancio della sua carriera, sull'opera buffa Le maschere si rivelò rovinosa; in questo caso le sue incertezze emersero prepotentemente, tanto da spronarlo a una continua opera di revisione di questo lavoro, anche a distanza di trent'anni. Messo in un angolo sia da Sonzogno sia da Ricordi, dovette consolarsi con un editore francese.
La valorizzazione di Mascagni, al di fuori di Cavalleria Rusticana, non c'è quasi mai stata nei teatri lirici italiani ed internazionali, ma è avvenuta paradossalmente al cinema (nelle colonne sonore di certi film di Hollywood) o alle Olimpiadi di Roma del 1960, con l'Inno del Sole dell'Iris innalzato a inno ufficiale della manifestazione. Va comunque rimarcato che in tempi recenti, grazie soprattutto a molte case discografiche "minori", sono state commercializzate varie incisioni di opere mascagnane piuttosto rare, come i Rantzau, Silvano, Zanetto, Lodoletta, Amica, per non parlare dell'interessante incisione (1999) di Parisina, con protagonista Denia Mazzola Gavazzeni. In quest'edizione, va detto, la partitura è assai mutilata rispetto all'originale (prassi peraltro già avviata da Mascagni stesso, subito dopo la prima assoluta del 1913), ma l'operazione può sostanzialmente definirsi riuscita, quantomeno nell'intento di divulgare un'opera che - assieme a Cavalleria - è il capolavoro di Mascagni, nonché una delle maggiori espressioni del decadentismo italiano d'inizio 900, al pari della Butterfly pucciniana, o della Francesca da Rimini di Riccardo Zandonai.

## La vita privata
La vita sentimentale di Mascagni fu a tratti burrascosa. Sposatosi in giovane età con la parmigiana Argenide Marcellina (detta Lina) Carbognani (1862-1946), si infatuò poi, nel 1910, di una sua corista, Anna Lolli. La relazione rimase clandestina, ma fu vissuta intensamente dal maestro livornese, che scrisse quasi cinquemila lettere alla sua amata.
Dalla moglie Mascagni ebbe quattro figli: un bambino di nome Domenico che morì in fasce, poi nel 1889 il secondogenito, anch'egli chiamato Domenico, Edoardo ed Emilia.
Quest'ultima ebbe con il direttore d'orchestra Guido Fanelli il piccolo Piermarcello, che crebbe con Emilia e i suoi genitori data la separazione.
Edoardo, che morì combattente in Etiopia, ebbe una figlia, Lina che morì di tubercolosi.
Domenico, avvocato, si sposerà con Gemma e con lei ebbe i due figli Pierino e Maria Teresa.
Mascagni fu un artista molto famoso non soltanto per le opere da lui scritte, o per la sua attività di direttore d'orchestra, ma anche perché fu un personaggio alla moda. Strinse amicizia con pittori come Giovanni Fattori, Gaetano Previati, Plinio Nomellini ed ebbe un rapporto molto stretto con D'Annunzio, che prima lo criticò duramente (nel 1892 lo definì "un capobanda"), poi lo esaltò, e infine collaborò con lui (per la già citata Parisina).
A Mascagni venne dedicato un museo a Bagnara di Romagna, contenente molteplici oggetti a lui appartenuti, tra cui il suo pianoforte, ritratti, componimenti e circa 4 800 lettere d’amore inviate a Anna Lolli tra il 1910 e il 1945.

## Onorificenze
Pietro Mascagni venne anche nominato cittadino onorario della città di Pisa, per l'entusiasmo popolare che scatenavano le sue performance al Teatro Nuovo (poi Verdi), nonché per l'impegno profuso nella diffusione della cultura musicale.

## Opere scelte

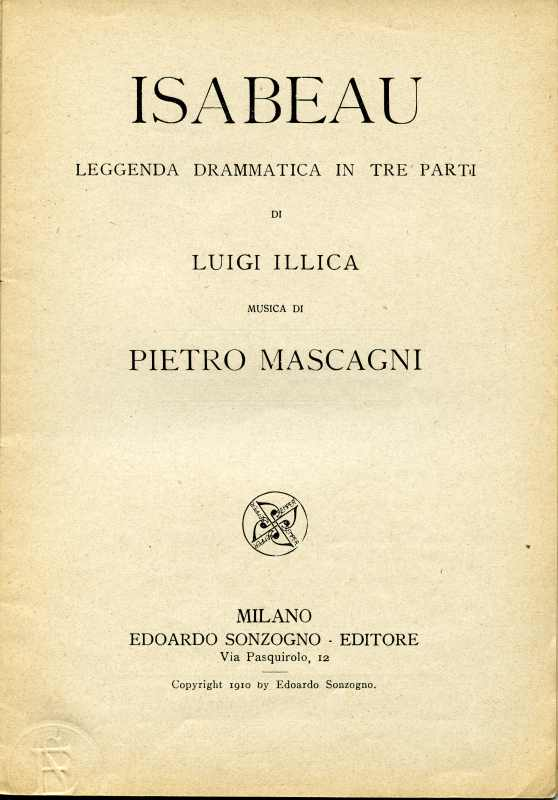
Pagina interna del libretto dell'opera Isabeau, dove si vede che riporta una data di copyright (1910) anteriore di un anno a quella della prima dell'opera stessa

### Opere teatrali
- Cavalleria rusticana (17 maggio 1890 Teatro Costanzi, Roma)
- L'amico Fritz (31 ottobre 1891 Teatro Costanzi, Roma)
- I Rantzau (10 novembre 1892 Teatro La Pergola, Firenze)
- Guglielmo Ratcliff (16 febbraio 1895 Teatro alla Scala, Milano)[20]
- Silvano (25 marzo 1895 Teatro alla Scala, Milano)
- Zanetto (2 marzo 1896 Liceo Musicale, Pesaro)
- Iris (22 novembre 1898 Teatro Costanzi, Roma)
- Le maschere (17 gennaio 1901 Teatro Carlo Felice, Genova - Teatro Regio, Torino - Teatro alla Scala, Milano - Teatro La Fenice, Venezia - Teatro Filarmonico, Verona - Teatro Costanzi, Roma)
- Amica (16 marzo 1905, Monte Carlo)
- Isabeau (2 giugno 1911 Teatro Coliseo, Buenos Aires)
- Parisina (15 dicembre 1913 Teatro alla Scala, Milano)
- Lodoletta (30 aprile 1917 Teatro Costanzi, Roma)
- Il piccolo Marat (2 maggio 1921 Teatro Costanzi, Roma)
- Pinotta (23 marzo 1932 Casinò, Sanremo) adattata dalla cantata In filanda (1881)[21]
- Nerone (16 gennaio 1935 Teatro alla Scala, Milano) con musica scritta tra il 1890 e il 1930

### Operette
- Il re a Napoli (21 marzo 1885 Teatro Ponchielli, Cremona)
- Sì (13 dicembre 1919 Teatro Quirino, Roma)

### Musica sacra
- Kyrie per tenori primi, tenori secondi, bassi e organo (1880).
- Christe per tenore, baritono e organo (1880).
- Messa per tenore, baritono, basso e orchestra, in collaborazione con S. Barbini (1880).
- Kyrie, larghetto in fa maggiore per tenori primi, tenori secondi, bassi, organo e orchestra (1880).
- Ave Maria per canto e pianoforte, parole di D. Capellina (1880).
- In nativitate Domini (1881).
- Salve Regina per soprano, tenore e baritono (1881).
- In epiphania Domini per canto e organo (1882).
- Sinfonia religiosa (1883).
- Introibo, Alleluja, Sanctus (1883).
- Messa di Requiem (1887).
- Messa di Gloria in fa maggiore per soli, coro e orchestra (1888).
- Invocazione alla Madonna, parole di G. Targioni-Tozzetti (1932).

### Musica sinfonica
- Duolo eterno!, romanza (1878).
- Elegia per soprano, violino e pianoforte (1879).
- Sinfonia in do minore (1879).
- Melodia per violino (1880).
- Minuetto in do per quintetto a corda (1880).
- Leggenda per tenore (1880).
- Sinfonia in fa maggiore, per pianoforte a quattro mani e trascrizione orchestrale (1880).
- In filanda, cantata per soli, coro e orchestra, parole di A. Soflredini (1881).
- Romanza per tenore, violino, armonium e pianoforte, parole di F. Romani (1881).
- Strofe a coro (1881).
- Novellina per pianoforte (1881).
- La pensosa, coro (1882).
- Alla gioja, cantata per soli, coro e orchestra sull'ode di SchiIler, trad. di A. Maffei (1882).
- Mottetto in modo dorio per voce e organo (1882).
- Il canto dell'agricoltore per pianoforte (1882).
- Canzone militare per flauto, violino, pianoforte e violoncello (1882).
- Canzone popolare (1882).
- Canzone amorosa per flauto, violino, violoncello e pianoforte (1882).
- Melodia per violoncello (1882).
- Coro nuziale a due voci con «a solo» (1882).
- La tua stella, melodia per canto, parole di E. Fiorentino (1882).
- La stella di Garibaldi, stornello per canto in chiave di sol e pianoforte, parole di Porfirio (E. Cappelli) (1882).
- Alla luna, romanza, parole di A. CipoIlini (1882).
- Pena d'amore, romanza, parole di A Ghislanzoni (1883).
- Serenata, parole di Porfirio (E. Cappelli) (1883).
- Sulla riva, romanza per canto e pianoforte (1883).
- Sulle rive di Chiaia, per pianoforte (1883).
- Canzonetta per coro (1883).
- Elegia per orchestra in morte di R Wagner (1883).
- Leggenda (1883).
- M'ama...non m'ama, scherzo per canto e pianoforte (1884).
- Ballata per canto con accompagnamento di orchestra piena (1884).
- Il re a Napoli, romanza per tenore e orchestra, parole di A Maffei (1884).
- Motivo di danza popolare (1885).
- Romanzina francese (1886).
- Sulle gioie d'amor, romanza (1886).
- Va' mio povero sospir, romanza (1886).
- Una croce in camposanto, romanza (1886).
- Valzer per quartetto (1887).
- Polka di Titania, scherzo musicale (1888).
- Sorriso di fanciulla, romanza (1889).
- Marcia militare (1889).
- Danza boema (1889).
- Messaggio d'amore, romanza, parole di Ildovaldo (AG. Petri) (1890).
- Rosa, romanza, parole di RE. Pagliara (1890).
- Risveglio, abbozzo, parole di G.E. Ducati (1890).
- Inno per l'esposizione di Palermo, per tenore, coro a sette voci e orchestra; testo di anonimo (1890).
- Scherzo, per canto e pianoforte (1890).
- Pifferata di Natale (1890).
- Allora ed ora, romanza, parole di V. Valle (1891).
- Sintomi d'amore, romanza per canto e pianoforte, parole di G. Ferrozzi (1891).
- Danza esotica per orchestra (1891).
- Savoia, inno (1891).
- L'addio di Palamidone, strofette satiriche su testo di Mascagni indirizzate a G. Giolitti (1894).
- Serenata per canto e pianoforte, parole di L. Stecchetti (1894).
- Sera d'ottobre, lirica, da Myricae di G. Pascoli (1894).
- A Giacomo Leopardi, poema per orchestra e voce di soprano su testi leopardiani (1898).
- Inno ad Adelaide Cairoli per coro con soli (1899).
- Tema di andante (1899).
- Gavotta delle bambole, per orchestra (1900).
- Corda fratres, inno goliardico, parole di G. Pascoli (1900).
- Incidental music from «The Eternal City», by Hall Caine (1902).
- New World processional, marcia trionfale (1904).
- Pastorale (1905).
- Ascoltiamo, romanza per canto e pianoforte, parole di G. Menasci (1906).
- Spes ultima, romanza per canto e pianoforte, parole di G. Menasci (1906).
- Stornelli marini per canto e pianoforte, parole di G. Menasci (1906).
- La prima bagnante, frammento (1908).
- La luna, ballata per canto e pianoforte, parole di G. Menasci (1913).
- Il coro dei fanti per sole voci (1915-18).
- La ballata di maggio, per voce e strumenti (1917).
- Guardando la Santa Teresa del Bernini, nota anche come «visione lirica» (1923).
- Il canto del lavoro, per coro e orchestra, testo di Edmondo Rossoni e Libero Bovio (1928 al Teatro San Carlo di Napoli).
- Danza dei Gianduiotti e Giacomette per l'azione coreografica Fiori del Brabante di Giovacchino Forzano, con musiche di autori vari (1930).
- O Roma felix, per voce e organo (1943)
- Serenatella per mandolino e pianoforte

### Musica per film
- Rapsodia satanica (1915) - Mascagni fu uno dei primi compositori italiani di professione a scrivere una colonna sonora per un film.
- La canzone del sole, regia di Max Neufeld (1934).